# Ferocactus emoryi

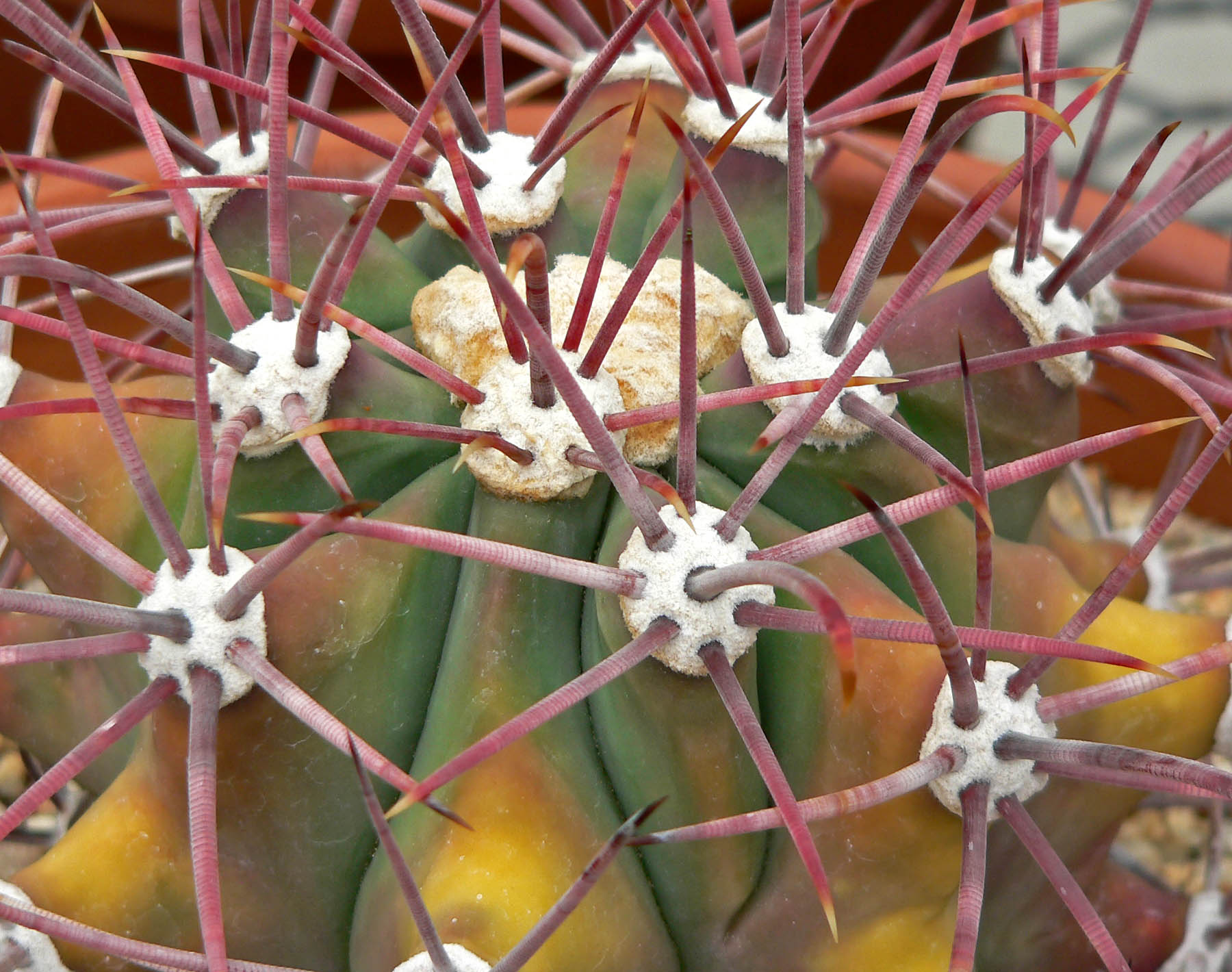
Detalle de las areolas

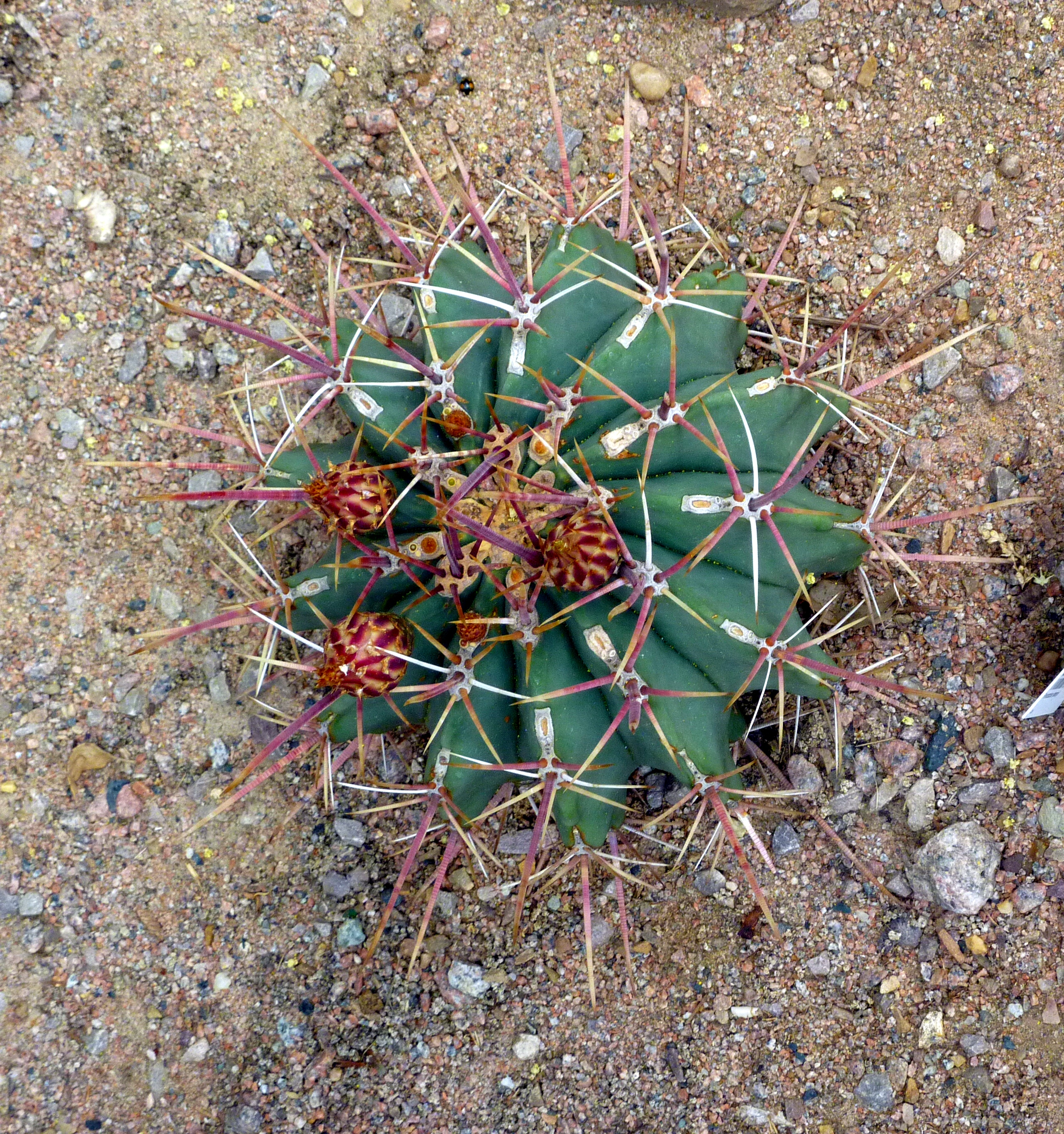
Vista de la planta

Ferocactus emoryi es una especie de la familia de las cactáceas. Es originaria de México.

## Descripción
Se trata de una planta que crece solitaria con el tallo esférico o cilíndrico, de color verde claro a glauco y alcanza un diámetro de 1 metro y una altura de hasta 2,5 metros. Tiene 15 a 30 costillas con tubérculos que se encuentran claramente en la etapa juvenil. Las espinas son de color blanco a rojizo. La única espina central es muy fuerte, aplanada, recta, curva o ganchuda y  de 4-10 cm de largo. Las siete a nueve espinas radiales alcanzan una longitud de hasta 6 cm. Las flores son amplias en forma de embudo y de caoba, rojo, amarillo o rojo con amarillo. Alcanzan una longitud de hasta 7,5 centímetros y tienen un  diámetro de 5 a 7 centímetros. El fruto es ovoide de 5 cm de largo.

## Distribución
Ferocactus emoryi se encuentra en Estados Unidos en el Estado de Arizona, y los estados mexicanos de Sonora, Sinaloa y Baja California Sur. 

## Taxonomía
Ferocactus emoryi fue descrita por (Engelm.) Orcutt y publicado en Cactography 1926(1): 5, en el año 1926.
Etimología
Ferocactus: nombre genérico que deriva del adjetivo latíno "ferus" = "salvaje" , "indómito" y "cactus", para referirse a las fuertes espinas de algunas especies.
emoryi epíteto otorgado en honor del botánico William Hemsley Emory.
Variedades
- Ferocactus emoryi subsp. emoryi
- Ferocactus emoryi subsp. rectispinus (Engelm. ex J.M.Coulter) N.P.Taylor

Sinonimia
- Echinocactus emoryi
- Ferocactus rectispinus
- Echinocactus covillei (Britton & Rose) A.Berger
- Ferocactus covillei Britton & Rose[3][4][5]